# Jurassic Park: Operation Genesis
Jurassic Park: Operation Genesis – gra komputerowa, w której gracz wciela się w budowniczego parku jurajskiego, którego główną atrakcją są dinozaury. Gra oparta jest na trylogii filmów Jurassic Park. W grze jest dostępnych 26 modeli dinozaurów, zauropodów jak i teropodów.
Do gry są dostępne darmowe modyfikacje, skórki dinozaurów oraz ich nowe modele itp. Godna uwagi jest ścieżka dźwiękowa gry – dźwięki dinozaurów są identyczne jak w filmie Jurassic Park, a muzyka tworzona była przy współudziale Melbourne Symphony Orchestra.

## Tworzenie dinozaurów
Dinozaury gracz tworzy w budynku Hatchery, po czym wychodzą one do wybudowanej klatki. Dinozaura można wypuścić poza klatką, ale gatunki mięsożerne będą polować na zwiedzających, a roślinożerne wywołają wśród nich panikę.

## Rozwój
Rozwój gry rozpoczął się w 2001 roku i trwał 22 miesiące. Na początku tworzenia planowano włączenie do gry łącznie 40 dinozaurów. Liczba ta została później zmniejszona do 25 z powodu problemów z harmonogramem, a programiści zdecydowali się bardziej skupić na mniejszej liczbie dinozaurów, które były dobrze znane z filmów o Parku Jurajskim. Wśród usuniętych z gry były gady morskie i pterozaury. Twórcy przeprowadzili badania nad zachowaniem dinozaurów, których zachowanie nie zostało określone w filmach. Dźwięki ptaków były używane w przypadku niektórych dinozaurów, które nie pojawiły się w filmach.
Gra została po raz pierwszy ogłoszona jako Jurassic Park: Project Genesis 19 lutego 2002 roku, a premiera gry została ustalona na czwarty kwartał 2002 roku. 22 maja 2002 r. materiał filmowy został pokazany na Electronic Entertainment Expo (E3), gdzie gra została zatytułowana Jurassic Park: The Game. Blue Tongue Entertainment nalegało, aby był to ostateczny tytuł. W czerwcu 2002 r. data premiery gry została ustalona na grudzień 2002 r.
Młode dinozaury były planowane w połowie etapu rozwoju. Zostały anulowane z powodów związanych z planowaniem; ich wdrożenie wymagałoby stworzenia nowych modeli i sztucznej inteligencji. To zakończyło plany stworzenia zoo z dinozaurami. Budynki takie jak hotel, platforma myśliwska i stacja weterynarza dinozaurów zostały usunięte z ostatecznej gry z powodu decyzji projektowych, a także ograniczeń pamięci przedstawionych w wersjach konsolowych. Do gry napisano dziesięć oryginalnych utworów muzycznych; zostały wykonane przez Melbourne Symphony Orchestra. W grze znalazły się również dwa utwory kompozytora Jurassic Park Johna Williamsa.
W październiku 2002 roku ujawniono oficjalny tytuł gry, a datę premiery przesunięto na pierwszy kwartał 2003 roku. W tym czasie planowano premierę wersji gry na Nintendo GameCube w trzecim kwartale 2003 roku. W kwietniu 2003 roku Blue Tongue potwierdziło, że wersja GameCube została anulowana, ponieważ zespół programistów postanowił zamiast tego skupić się na wersjach na PC, PlayStation 2 i Xbox.